# Parti communiste révolutionnaire de Turquie
 (février 2018).
Si vous disposez d'ouvrages ou d'articles de référence ou si vous connaissez des sites web de qualité traitant du thème abordé ici, merci de compléter l'article en donnant les références utiles à sa vérifiabilité et en les liant à la section « Notes et références ».
Le Parti communiste révolutionnaire de Turquie (Türkiye Devrimci Komünist Partisi, TDKP) est un parti politique turc clandestin. Il a été fondé par la fusion avec Halkın Kurtuluşu (« Libération du peuple »), le 2 février 1980 à Izmir lors du premier congrès du TDKP.

## Historique

### Origines
Les origines du TDKP remontent au THKO, l'Armée de Libération du peuple de Turquie, l'organisation animée par Hüseyin İnan et Deniz Gezmiş au début des années 1970. Après l'amnistie générale de 1974, la plupart des membres du THKO emprisonnés sont libérés. Ils fondent alors un hebdomadaire légal, Halkın Kurtuluşu (Libération du peuple). Un groupe rassemblé autour d'Ercan Öztürk se donne pour objectif de refonder le THKO.
En octobre 1978 est créée la TDKP-İÖ (İnşa Örgütü – organisation de construction du Parti communiste révolutionnaire de Turquie). Le 2 février 1980 se déroule le congrès de fondation du Parti communiste révolutionnaire de Turquie.

### Le coup d'État de 1980
Après le coup d'État militaire du 12 septembre, la junte menée par Kenan Evren décrète la loi martiale. Pendant cette période, le TDKP appelle à la lutte face au « régime fasciste » par la grève générale et l'appel aux de manifestations, mais ses activités sont quasiment inexistantes.
Au cours de la période qui suit le coup d'État, la question de l'union du mouvement a été l'une préoccupation majeure du TDKP et cette question a souvent été mise à l'ordre du jour au sein du parti. Avant le coup d'État du 12 septembre, le TDKP organisait souvent des actions avec d'autres organisations comme Devrimci Yol (Voie révolutionnaire)[réf. nécessaire].

### Scissions
Le TDKP va connaître de nombreuses scissions.
En 1988 un groupe fait scission pour former le mouvement Ekim (octobre).
En 1989, un autre groupe quitte le parti pour fonder le Türkiye Devrimci Komünist İşçi Hareketi (TDKIH, Mouvement ouvrier communiste révolutionnaire de Turquie). Ce mouvement prendre en 1991 le nom de TKIH (Mouvement ouvrier communiste de Turquie), pour ensuite fusionner avec le Marksist Leninist Komünist Parti (MLKP, Parti communiste marxiste-léniniste).
En 1996, un autre groupe démissionne du TDKP pour créer un Bolşevik İşçi Hareketi (Mouvement ouvrier bolchevique).
En février 1990, le TDKP organise sa première conférence qui pose les bases politiques et organisationnelles du parti. Le deuxième congrès du TDKP n'aura lieu que plusieurs années plus tard en 1996.

### «Martyrs de la révolution»
Le TDKP considère tous les militants « tombés pour la révolution » en Turquie comme des « martyrs », même s'ils ne sont pas membres du TDKP et revendique leur héritage, tels :
- Deniz Gezmiş (THKO)
- Yusuf Aslan (THKO)
- Hüseyin İnan (THKO)
- Erdal Eren (membre du TDKP, pendu en 1980)
- Imran Aydin
- Hamdullah Berk
- Haskar Kiliç
- Sadiye Akyol
- Mahmut Sönmez
- Cengiz Argüç

## Structure du parti
Malgré une bonne structure, le parti n'a pas pu résister au coup d'État militaire et connait l'une de ses principales pertes en avril 1981. C'est pourquoi jusqu'au début des années 1990, le TDKP était présent à l'étranger et à travers la diaspora vivant en Europe[réf. nécessaire].
À l'époque du THKO, il n'y avait pas d'adhésion officielle au parti. Cependant le TDKP, considère comme adhérent au parti toute personne qui « accepte et met en œuvre le programme et les statuts du parti, travaille et milite activement dans l'une des branches du parti, et qui paye régulièrement ses cotisations. » L'organisation des sections locales se fait selon le lieu d'habitation, mais aussi selon le lieu de travail des adhérents.
Le TDKP estime que tous les militants et adhérents sont rattachés au comité central ainsi qu'au congrès du parti. Il applique une démocratie centralisée, c'est-à-dire que tous les militants participent à la prise de décision et à l'exécution de celle-ci. Le parti étant dans la clandestinité la démocratie interne ne doit pas sortir en dehors du cadre du parti pour éviter de nuire à celui-ci.
Étant donné la nature du régime politique en Turquie, le TDKP pose les bases structurelles d'une organisation clandestine.
Le TDKP possède une « école du communisme » au sein de son organisation. Cette école a pour objectif de donner une formation politique et idéologique à tous les membres du parti. L'école du communisme comprend aussi la branche jeunesse qui est Türkiye Genç Komünistler Birligi (TGKB- Union des Jeunes Communistes de Turquie). Le TGKB est une organisation indépendante du TDKP du point de vue des actions à mener, mais, elle est rattachée à la ligne politique et idéologique du parti. Le TGKB a stoppé toutes ses actions pendant le processus de recréation du parti.
Actuellement, le TDKP regroupe essentiellement les cadres du parti et a redirigé tous ses membres vers des organisations légales. Les cadres actuels d'EMEP sont principalement d'anciens membres du TDKP.

### Europe
Après le coup d'État militaire de 1980, les membres du TDKP réfugiés en Allemagne fondent une « Fédération des associations ouvrières démocrates » (DIDF, Demokrat Isci Dernekleri Federasyonu), pour se donner une structure légale. Jusqu'en 1996, l'association se revendique comme proche du TDKP. Depuis, elle se définit comme une organisation de soutien au Parti du travail (EMEP).

### Outil de communication
Le TDKP a possédé pendant plusieurs années des organes de presses comme Devrimin Sesi (la voix de la révolution) et Yoldas (Camarade).  

## Vision politique
TDKP est très critique vis-à-vis de l'URSS post-1953. Le TDKP considère des personnalités soviétiques comme Khrouchtchev, Brejnev, et Gorbatchev étant des dirigeants révisionnistes. Depuis le THKO, le parti est resté attaché à l'idéologie marxiste-léniniste et organise ses instances sur ce modèle. Le TDKP a été influencé pendant une période par Mao Zedong. Lors de la séparation idéologique entre la Chine et l'Albanie, le TDKP prend parti pour le Parti du travail d'Albanie mené par Enver Hoxha. Le TDKP voit dans toute forme de marxisme de nouvelle génération, des tentatives de révisionnisme moderne du Marxisme.

## Le TDKP et la cause kurde
Lors d'une conférence du parti en 1990, le TDKP décide de fonder un « Comité du Kurdistan ». À la suite de cette décision, le parti envoie en 1993 un « groupe armé de propagande et d'agitation » (SPA, Silahlandırılmış propaganda ajitasyon grubu) dans la province kurde de Tunceli (Dersim). Ces groupes vont se heurter aux troupes du Parti des travailleurs du Kurdistan, fortement implanté dans la région. Lors d'un accrochage, six militants du TDKP sont tués par les combattants du PKK . 
À partir de 1994, le TDKP disparaît complètement du Kurdistan de Turquie.

## Évolution
En 1994-1995, la direction du TDKP charge une commission interne d'étudier les possibilités de lancement d'un parti légal, afin de pouvoir participer aux élections. Le 26 novembre 1996, la fondation du Parti du travail, Emek Partisi (EP) est proclamée publiquement. Le 14 février 1997, le nouveau parti est interdit par le gouvernement turc. Il est alors refondé sous le nom de Emeğin Partisi (EMEP). Ses dirigeants portent l'affaire devant la Cour européenne des droits de l'homme. Celle-ci jugera que le gouvernement turc a enfreint les règles démocratiques. Le 27 novembre 2005, lors du congrès du parti, les militants décident de reprendre le nom d'Emek Partisi mais conservent le sigle EMEP.
Le TDKP ne s'est jamais dissout officiellement, mais il n'existe plus en pratique. Depuis la fin des années 1990, il n'est plus manifesté publiquement sous son nom d'origine. Son existence perdure uniquement sous la forme légale du Parti du travail.